# Maurice Block

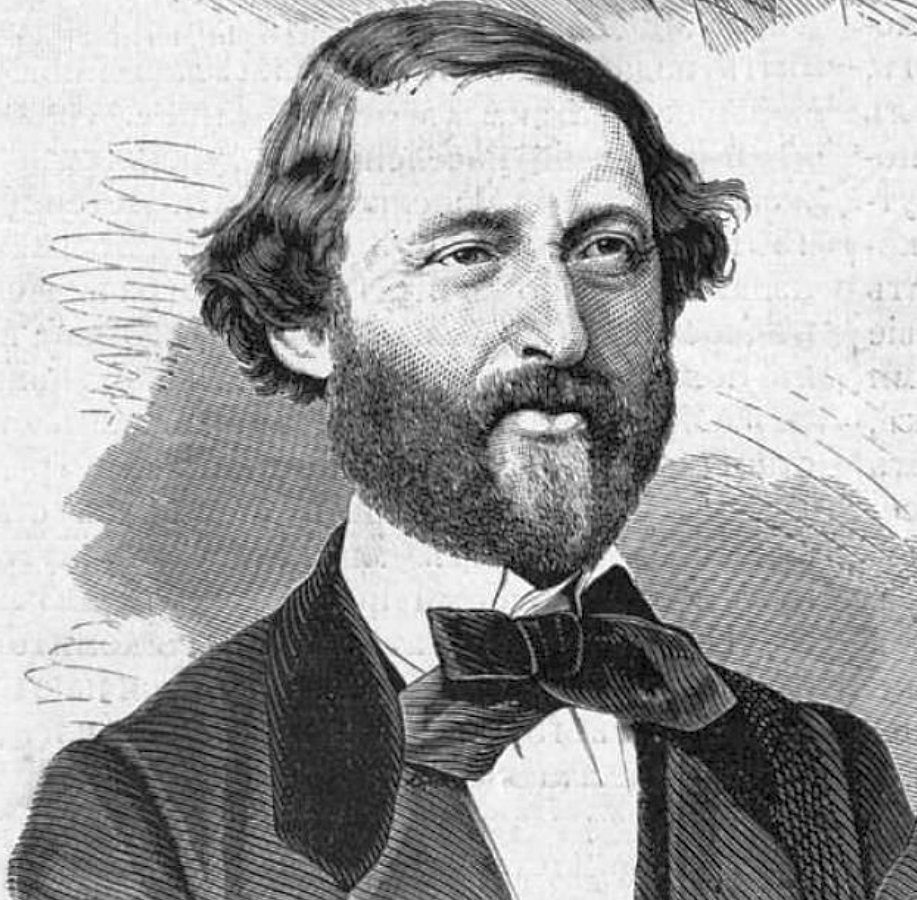
Maurice Block

Maurice Block, dt. Moritz Block (* 18. Februar 1816 in Berlin; † 9. Januar 1901 in Paris) war ein französischer Statistiker und Nationalökonom deutscher Herkunft.

## Leben
Maurice Block stammt aus einer jüdischen Familie und verbrachte viele Jahre seiner Kindheit und Jugend in Paris. Er studierte Philosophie und Staatswissenschaften in Paris sowie an den Universitäten Bonn und Gießen, daneben auch Geschichte und Geographie und schloss sein Studium mit einer Promotion an der Universität Tübingen ab.
Anschließend ging Block wieder nach Frankreich und wirkte dort einige Zeit als Lehrer. Im März 1844 trat er als Beamter in das Ackerbauministerium ein und wurde 1852 zweiter Chef im Statistischen Bureau. Zehn Jahre später legte Block dieses Amt nieder und widmete sich ab dieser Zeit nur noch seinen eigenen wissenschaftlichen und literarischen Arbeiten.
Im April 1880 wurde Block zum Mitglied der Académie des sciences morales et politiques als Nachfolger von Leoncé Guilhaud de Lavergne gewählt. Fünf Jahre zuvor hatte das Institut bereits sein Statistique de la France ausgezeichnet. Er trug zur Geltendmachung deutscher Wissenschaft unter den romanischen Völkern wesentlich bei.

## Schriften
Als Autor
- Des charges de l’agriculture dans les divers pays de l’Europe. Paris 1850.
- L’Espagne en 1850. 1851.
- Die Bevölkerung des französischen Kaiserreichs. Gotha 1861.
- Die Bevölkerung Spaniens und Portugals. Gotha 1861.
- Die Machtstellung der europäischen Staaten. Gotha 1862 (Parallelausgabe in französischer Sprache)
- L’Europe politique et sociale. 1869; 2. Aufl. 1892.
- Petit manuel d’économie pratique. 1871; 9. Aufl. 1880; in elf Sprachen übersetzt, dt. von Kaven, Kleines Handbuch der National-Ökonomie oder Volkswirthschaftslehren. 5. Auflage. Aachen 1890.
- Les théoriciens du socialisme en Allemagne. 1872.
- Les communes et la liberté. 1876.
- Die Quintessenz des Kathedersozialismus. F. A. Herbig, Berlin 1878.
- Traité théorique et pratique de statistique. 1878; 2. Aufl. 1886; dt. von Hans von Scheel, Handbuch der Statistik, Leipzig 1879.
- Premiers principes de législation pratique appliquée au commerce. 1883.
- Les progrès de la science économique depuis Adam Smith. 2 Bde., Paris 1890; vermehrte Auflage 1897.
- Les suites d’une grève. Paris 1891 ; dt. von Schwarz, Ein Streit und seine Folgen, Berlin 1891.
- Les assurances ouvrières en Allemagne. 1895.

Als Herausgeber
- Dictionnaire de l’administration française. 1856, 4. Aufl. 1898.
- Annuaire de l’administration française. 1858–1869.
- Statistique de la France comparée avec les autres États de l’Europe. 2 Bde., 1860; 2. Aufl. 1875.
- Dictionnaire général de la politique. 2 Bde., 1862–64, 2. Aufl. 1874; Neudruck 1884
- Annuaire de l’économie politique et de la statistique. Hrsg. 1856–64 zusammen mit Guillaumin, danach allein.
- Petit dictionnaire politique et social. 1896.

Dieser Artikel basiert auf einem gemeinfreien Text aus Meyers Konversations-Lexikon, 4. Auflage von 1888 bis 1890.
| Personendaten    | Personendaten                                |
| ---------------- | -------------------------------------------- |
| NAME             | Block, Maurice                               |
| ALTERNATIVNAMEN  | Block, Moritz                                |
| KURZBESCHREIBUNG | französischer Statistiker und Nationalökonom |
| GEBURTSDATUM     | 18. Februar 1816                             |
| GEBURTSORT       | Berlin                                       |
| STERBEDATUM      | 9. Januar 1901                               |
| STERBEORT        | Paris                                        |